# Harry Babcock
Harold (Harry) Stoddard Babcock (Pelham Manor (New York), 15 december 1890 – Norwalk (Connecticut), 15 juni 1965) was een Amerikaanse atleet, die was gespecialiseerd in het polsstokhoogspringen. Hij werd olympisch kampioen en meervoudig Amerikaans kampioen op deze discipline.
In 1911 leverde hij met 3,86 meter de beste wereldjaarprestatie. Het wereldrecord was op dat moment in handen van Leyland Scott met 3,93 meter.
Babcock nam deel aan de Olympische Spelen van 1912 en won hierbij een gouden medaille bij het polsstokhoogspringen. Met een beste poging van 3,95 m versloeg hij de Amerikanen Frank Nelson (zilver; 3,85 m) en Marc Wright (zilver; 3,85). Babcock nam ook deel aan de tienkamp, maar gaf op na drie onderdelen.
Harry Babcock studeerde af als gediplomeerd ingenieur aan de Columbia-universiteit. Hij werkte als houthandelaar in Irvington (New York).

## Titels
- Olympisch kampioen polsstokhoogspringen - 1912
- Amerikaans kampioen polsstokhoogspringen - 1910, 1912
- Amerikaans kampioen polsstokverspringen - 1909, 1911
- IC4A kampioen polsstokhoogspringen - 1911

## Persoonlijke records
| Onderdeel            | Prestatie | Jaar |
| -------------------- | --------- | ---- |
| polsstokhoogspringen | 3,95 m    | 1912 |

## Palmares

### Polsstokhoogspringen
- 1912:  OS - 3,95 m

1896: Welles Hoyt ·
1900: Irving Baxter ·
1904: Charles Dvorak ·
1908: Edward Cook & Alfred Gilbert ·
1912: Harry Babcock ·
1920: Frank Foss ·
1924: Lee Barnes ·
1928: Sabin Carr ·
1932: Bill Miller ·
1936: Earle Meadows ·
1948: Guinn Smith ·
1952: Bob Richards ·
1956: Bob Richards ·
1960: Don Bragg ·
1964: Fred Hansen ·
1968: Bob Seagren ·
1972: Wolfgang Nordwig ·
1976: Tadeusz Ślusarski ·
1980: Władysław Kozakiewicz ·
1984: Pierre Quinon ·
1988: Serhij Boebka ·
1992: Maksim Tarasov ·
1996: Jean Galfione ·
2000: Nick Hysong ·
2004: Tim Mack ·
2008: Steven Hooker ·
2012: Renaud Lavillenie ·
2016: Thiago Braz da Silva ·
2020: Armand Duplantis ·
2024: Armand Duplantis
- Gemeinsame Normdatei: 1119079713
- Virtual International Authority File: 4055147967357784200006